# آلکسی ریبنیکف
آلکسی لِوُویچ ریبنیکف (روسی: Алексе́й Льво́вич Ры́бников؛ زادهٔ ۱۷ ژوئیهٔ ۱۹۴۵) آهنگساز اهل روسیه است. او از شاگردان آرام خاچاتوریان در رشتۀ آهنگسازی در کنسرواتوار دولتی چایکوفسکی مسکو بود. او یکی از اعضای حزب روسیه واحد است و در سال ۲۰۲۲ از حمله روسیه به اوکراین حمایت کرد.
از فیلم‌ها یا مجموعه‌های تلویزیونی که وی در آن‌ها نقش داشته است، می‌توان به فانتیک اشاره نمود.
وی همچنین برندهٔ جوایزی همچون هنرمند مردمی روسیه و نشان دوستی شده است.